# 페소사우루스
페소사우루스(학명:Pessosaurus polaris)는 어룡목 메리아모사우루스과에 속하는 어룡이다. 지금은 멸종된 종으로서 전체적인 몸길이가 7~9m인 거대한 어룡에 속한다.

## 특징
페소사우루스(Pesosaurus)는 중기의 트라이아스기 시대에 존재했던 어룡의 한 속이다. 아종으론 두 가지 종이 있는데 하나는 페소사우루스 폴라리스 헐크와 나머지의 아종으론 페소사우루스 수비쿠스 후엔이 있다. 바다에 살았던 어룡으로서 크기가 매우 큰 어종으로 가슴지느러미와 꼬리지느러미가 매우 크게 발달했으며 척추뼈도 다른 메리아모사우루스과에 비해 크다. 두개골과 갈비뼈도 매우 크며 부분적으로 크게 확장된 머리가 특징인 어룡이다. 양턱에는 총 15~20개의 날카로운 삼각형에 톱니 모양을 가진 이빨이 존재하며 이를 통해 먹이를 사냥했을 것으로 보인다. 먹이로는 당대에 서식했던 물고기, 갑각류, 두족류에 다른 작은 어룡을 잡아먹고 살았을 육식성의 포식자로 추정되는 종이다.

## 생존시기와 서식지와 화석의 발견
페소사우루스가 생존했던 시기는 중생대의 트라이아스기 중기로서 지금으로부터 2억 2000만년전~2억년전에 생존했던 종이다. 생존했던 시기에는 유럽과 북아메리카를 중심으로 하는 북부 대서양에서 주로 서식했던 종이다. 화석의 발견은 1910년에 북아메리카의 트라이아스기에 형성된 지층에서 미국의 고생물학자인 칼 위만이 처음으로 발굴하여 새롭게 명명된 종이며 이후엔 유럽에서도 화석이 발견되었다.

## 같이 보기
- 파충류
- 중생대
- 트라이아스기
- 어룡
- 화석